# Jenna Nighswonger
Jenna Gray Nightswonger (Huntington Beach, 28 de noviembre de 2000) es una futbolista estadounidense. Juega como defensora en el Arsenal Women Football Club de la Women's Super League de Inglaterra. Es internacional con la selección de Estados Unidos.

## Biografía
Nighswonger jugó fútbol juvenil para el Slammers FC, ganando un Campeonato Nacional de la Elite Clubs National League sub-14. También participó en el Programa de Desarrollo Olímpico de Fútbol Juvenil de Estados Unidos.
Nighswonger se graduó de la Huntington Beach High School en diciembre de 2018. Jugó fútbol en la escuela hasta su tercer año tras lo cual optó por jugar para un club de la Academia de Desarrollo de Fútbol de los Estados Unidos.

## Trayectoria
En noviembre de 2022, Nighswonger dijo que renunciaría al quinto año de elegibilidad de la NCAA otorgada por la asociación debido a la pandemia de COVID-19 y estaba considerando jugar para un club europeo después de terminar su carrera en el Florida State Seminoles.
La defensora estuvo entre las últimas inscritas para el Draft de la NWSL de 2023 y los analistas la consideraron uno de los mejores prospectos como mediocampista. El 13 de enero de 2023, el NJ/NY Gotham FC seleccionó a Nighswonger en la cuarta selección general del draft.

## Estadísticas

### Clubes
| Club            | País           | Año             |
| --------------- | -------------- | --------------- |
| LA Galaxy OC    | Estados Unidos | 2019            |
| NJ/NY Gotham FC | Estados Unidos | 2023 - 2025     |
| Arsenal         | Inglaterra     | 2025 - presente |

## Palmarés

### Títulos nacionales
| Título                         | Club            | País           | Año  |
| ------------------------------ | --------------- | -------------- | ---- |
| National Women's Soccer League | NJ/NY Gotham FC | Estados Unidos | 2023 |

### Títulos internacionales
| Título                           | Equipo           | Sede                 | Año  |
| -------------------------------- | ---------------- | -------------------- | ---- |
| Campeonato Sub-20 de la Concacaf | Estados Unidos   | República Dominicana | 2020 |
| Copa Oro Femenina de la Concacaf | Estados Unidos   | Estados Unidos       | 2024 |
| Juegos Olímpicos de Verano       | Estados Unidos   | París                | 2024 |
| Liga de Campeones                | Arsenal W. F. C. | Lisboa               | 2025 |

(*) Incluyendo la Selección

### Distinciones individuales
| Distinción                | Año  |
| ------------------------- | ---- |
| Novata del Año de la NWSL | 2023 |